# Stanislav Milota
Stanislav Milota (9. března 1933 Praha – 18. února 2019 Praha) byl český kameraman a signatář Charty 77. Po roce 1989 působil také jako vedoucí kanceláře prezidentského sekretariátu. Byl členem Rady pro rozhlasové a televizní vysílání a Rady Státního fondu ČR pro podporu a rozvoj české kinematografie. Jeho manželkou byla Vlasta Chramostová.
V roce 2016 získal Českého lva za mimořádný přínos české kinematografii.

## Život
V letech 1948–1951 se na Barrandově učil filmovým laborantem, zároveň absolvoval grafickou školu. Po vojně u Československého armádního filmu se vrátil na Barrandov, kde získal místo druhého kameramana. Debutoval jako kameraman v roce 1963 díky Janu Procházkovi. Několik krátkých filmů natočil s režisérem Vladimírem Sísem, s režisérem Jánem Roháčem natočil v roce 1965 Recitál Jiří Suchý – Jiří Šlitr. V roce 1968, při příjezdu vojsk Varšavské smlouvy, natočil v Praze množství dokumentárních záběrů, v lednu 1969 dokumentoval pohřeb Jana Palacha. Jeho posledním celovečerním filmem byl Spalovač mrtvol, kde hrála i jeho žena Vlasta Chramostová. V Izraeli poté natočil svůj poslední film v oficiální produkci – Všichni se odvrátili pro východoněmeckou televizi s režisérem Thomasem Fantlem.
Za normalizace byl z Barrandova propuštěn a nemohl dále točit. Se ženou si přivydělával domácí výrobou stolních lamp, které rozdávali přátelům. Podepsal Chartu 77, spoluorganizoval představení bytového divadla, z nichž některá zaznamenal.
Přišel o oko, a proto se po roce 1989 k práci kameramana nevrátil, nicméně z materiálů, které natočil na konci 60. let 20. století, mělo premiéru ještě několik filmů. Hned v roce 1989 to byl středometrážní Zmatek. Poté se stal prvním vedoucím sekretariátu prezidenta Václava Havla, odkud posléze odešel. V letech 1994–1996 byl členem Rady Státního fondu České republiky pro podporu a rozvoj české kinematografie a v letech 1997–2001 byl členem Rady pro rozhlasové a televizní vysílání, ze které také z vlastní vůle odešel.
V roce 2001 získal Cenu Františka Kriegla. Roku 2002 byl nalezen materiál natočený při pohřbu Jana Palacha a měl premiéru v Moskvě pod názvem Jan 69. Roku 2007 si Milota zahrál se svojí manželkou hlavní roli ve videoklipu k singlu „Plán“ kapely Kryštof, což bylo ze strany kapely vyjádření obdivu k této dvojici (samotná píseň popisuje vztah mezi mužem a ženou a frontman kapely jej napsal pro svoji přítelkyni). Stanislav Milota byl rovněž nositelem Čestné medaile TGM za věrnost jeho odkazu.
V únoru 2019 byl hospitalizován v pražské nemocnici na Karlově náměstí, kde 18. února ve věku 85 let podlehl zápalu plic.

## Filmografie
- 1950 – Posel úsvitu
- 1951 – Mikoláš Aleš
- 1953 – Měsíc nad řekou
- 1955 – Ztracená stopa
- 1956 – Dědeček automobil
- 1957 – Brankář bydlí v naší ulici
- 1957 – Malí medvědáři
- 1958 – V šest ráno na letišti
- 1959 – Přátelé na moři
- 1959 – První a poslední
- 1960 – Pochodně
- 1961 – Spadla s měsíce
- 1962 – Akce Kalimantan
- 1962 – Závrať
- 1962 – Bílá oblaka
- 1962 – Poslední etapa
- 1963 – Na laně
- 1964 – Bubny
- 1965 – Anděl blažené smrti
- 1967 – Piknik
- 1968 – Spalovač mrtvol
- 1978 – Play Macbeth
- 1979 – Zpráva o pohřbívání v Čechách